# Sverre Fehn
Sverre Fehn (14. kolovoza 1924. – 23. veljače 2009.) je jedan od najvažnijih norveških modernih arhitekata; dobitnik Pritzkerove nagrade za arhitekturu 1997. god.

## Životopis
Sverre Fehn je rođen u Kongsbergu, u norveškom okrugu Buskerud. Diplomirao je arhitekturu 1949. godine u Oslu, u školi koja je kasnije postala Škola arhitekture i dizajna u Oslu netom po okončanju Drugog svjetskog rata. Odmah je postao vodećim norveškim arhitektom svoje generacije.
Od 1952. – 53. godine, tijekom putovanja Marokom, upoznao se s narodnom arhitekturom koja je snažno utjecala na njegov rad. Kasnije se zahvaljujući državnoj stipendiji preselio u Pariz gdje je dvije godine radio u studiju Jeana Prouvéa i gdje je upoznao Le Corbusiera. O svom povratku u Norvešku 1954. god., otvorio je svoj arhitektonski ured.
Od 1971. do 1995. godine predavao je kao profesor na Školi za arhitekturu u Oslu (od 1986. – 89. god. bio je i ravnatelj te škole) i na Cranbrook Academy of Art u Bloomfield Hillsu, Michigan (SAD). Također je bio i gostujući predavač u mnogim svjetskim sveučilištima (Aarhus, Stockholm, Trondheim, Urbino, London, Pariz, Stuttgart, Barcelona i Rim).
Najveće svjetsko priznanje je doživio 1997. god. kada je dobio Zlatnu medalju Heinrich Tessenow, ali i prestižnu Pritzkerovu nagradu jer „kombinira skandinavsku tradicijsku arhitekturu s modernim oblicima”, u kojima „naglašava odnose između izgrađenog i prirodnog okoliša”. Sljedeće, 1998. god., dobio je i Norvešku nagradu za kulturu.

## Djela
Na međunarodnoj sceni Sverre Fehn je prisutan od svjetske izložbe Expo 58 u Bruxellesu, za koju je dizajnirao Norveški paviljon. 1960-ih je dizajnirao dva projekta koja se smatraju za vrhunac njegove karijere: Nordijski paviljon za Venecijanski bijenale 1962. god. i muzej Hedmark u Hamaru, Norveška (1967. – 79.). Fehnova ostala značajna djela su Kuća Schreiner u Oslu (1963.) i Kuća Busk u Bambleu (1990.), no mnoga njegova djela su ostala neizvedena. Naime, iako je projektirao više od 100 građevina, tek njih 11 je izgrađeno:
- 1958. Norveški paviljon za Svjetsku izložbu u Bruxellesu, Belgija
- 1962. Nordjski pavljon za Venicijanski bijenale, Italija
- 1963. Kuća Schreiner, Oslo
- 1963. – 64. Vila Norrköping, Sweden
- 1967. – 79. Muzej Hedmark u Hamaru, Norveška
- 1990. Kuća Busk, Bamble
- 1991. – 2002. Norveški muzej ledenjaka, Fjærland
- 1993. – 96. Aukrust Centar u Alvdalu
- 2000. Ivar Aasen-tunet, Ørsta
- 2007. Kuća Gyldendal, Oslo
- 2003. – 08. Nacionalni muzej umjetnosti, arhitekture i dizajna u Oslu (Nasjonalmuseet Oslo)

## Vanjske poveznice
- Biografija Sverre Fehna  Arhivirana inačica izvorne stranice od 21. veljače 2005. (Wayback Machine) (engl.)